# Terfenol-D
Terfenol-D – silnie  magnetostrykcyjny stop metali o składzie TbxDy1−xFe2 (x ≈ 0,3). Został opracowany w latach 70. XX wieku w Naval Ordnance Laboratory (NOL) w White Oak w stanie Maryland. Wydajna technologia wytwarzania została opracowana w latach 80. w Laboratorium Ames. Nazwa podchodzi od terbu, żelaza (Fe), skrótowca NOL i „D” od dysprozu.
Terfenol-D ma największą magnetostrykcję spośród wszystkich znanych stopów. Początkowo znalazł zastosowanie w sonarach. Obecnie stosuje się go w czujnikach magnetyczno-mechanicznych, urządzeniach wykonawczych, czujnikach i przetwornikach ultradźwiękowych. Było także rozważane użycie tego stopu do budowy wtrysku paliwa w silnikach Diesla z powodu wysokich naprężeń, jakie pozwala uzyskiwać.